# Objectif catadioptrique

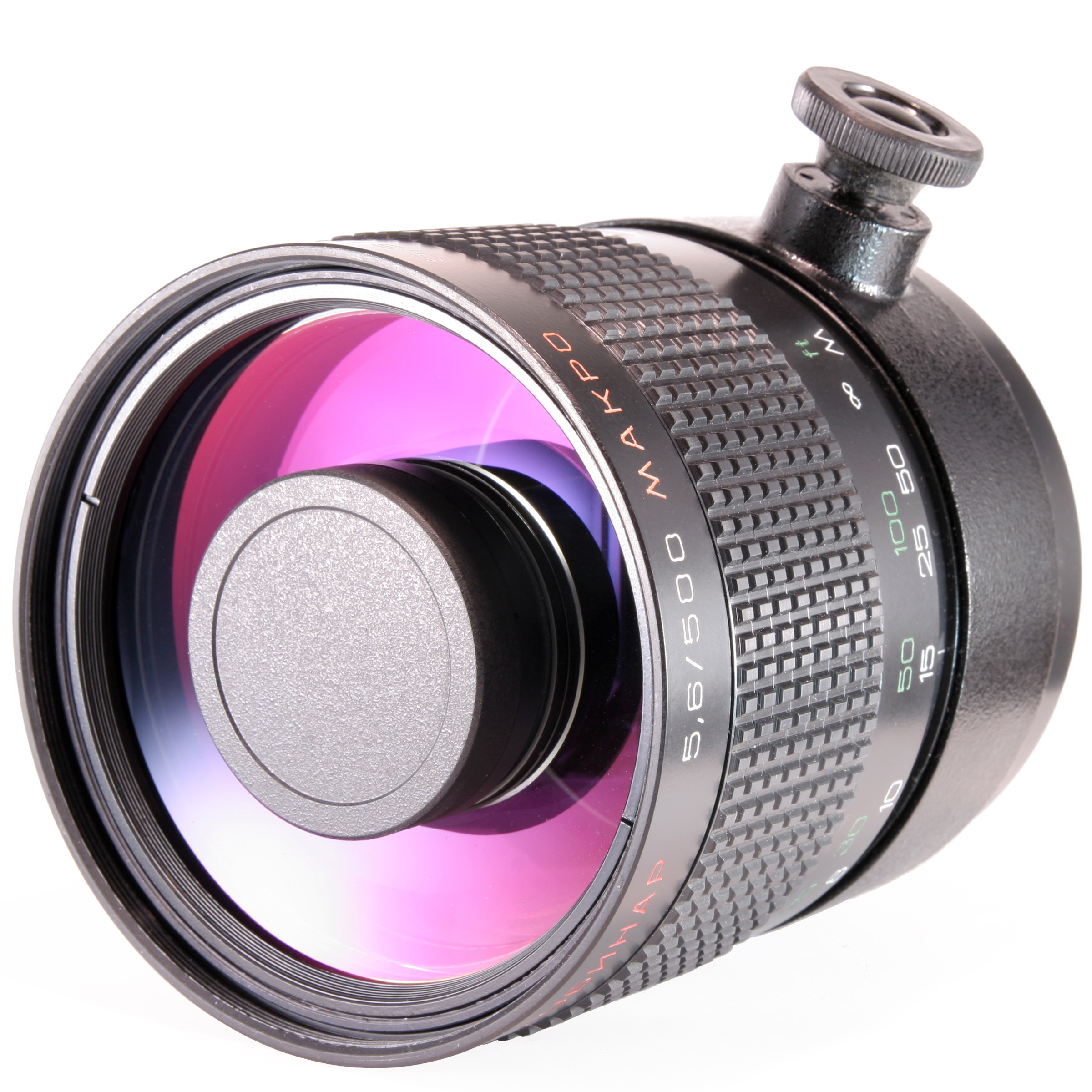
Une optique russe à miroirs Rubinar 500 mm f/5.6.

Un objectif catadioptrique est un système optique fonctionnant à la fois avec des lentilles et des miroirs. 
Les objectifs à catadioptres fonctionnent suivant le principe du télescope de type Cassegrain. Le système de miroirs permet d'obtenir un montage plus léger et de bien moindre longueur que les systèmes classiques de focales équivalentes (300 à 2 000 mm). En raison même de la formule optique, ce type d'objectifs ne comporte pas de réglage de diaphragme (l'ouverture indiquée est la seule disponible).
Les objectifs catadioptriques sont souvent disponibles en monture T2 (par exemple chez Samyang) ce qui permet de les monter facilement sur la plupart des marques d'appareils à l'aide d'une simple bague.

## Principe de fonctionnement

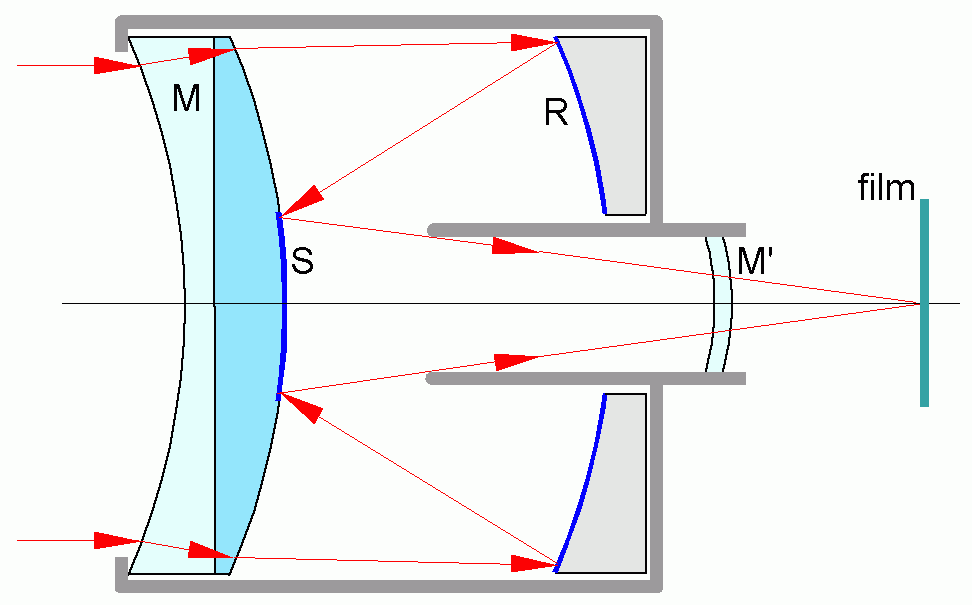
Coupe latérale d'un objectif catadioptrique.

Les parties en bleu sur le schéma sont des miroirs. La lumière fait des allers-retours, ce qui explique que l'objectif soit plus court qu'un téléobjectif classique.
La présence du miroir au centre de la face avant crée une obstruction en empêchant les rayons lumineux qui arriveraient au centre de l'axe optique de passer. En conséquence, d'une part l'objectif catadioptrique est un peu moins lumineux et contrasté qu'un objectif classique de même focale et même diamètre, et d'autre part, la structure en anneau de la portion de face avant qui laisse passer la lumière se retrouve dans les parties floues de l'image (d'où l'effet de bokeh annulaire).

## Utilisation et intérêt
Les objectifs catadioptriques sont attractifs pour l'accès aux très longues focales car ils combinent faible encombrement, faible poids et faible coût .
Cet attrait se paye par des inconvénients marqués : une ouverture réduite (comprise entre f/5,6 et f/11), un bokeh annulaire généralement considéré comme déplaisant et, au moins pour certains modèles, un « point chaud » central rendant l'image peu homogène. La définition de l'image est généralement modeste mais, en revanche, la distorsion est souvent nulle et l'aberration chromatique très réduite, les miroirs n'y étant pas sujets.
Les objectifs catadioptriques ont connu un certain succès au cours des années 1980 pour les raisons évoquées plus haut mais, avec l'arrivée de l'autofocus puis de la stabilisation optique, ils ont ensuite été rejetés par la plupart des photographes qui ont trouvé dans des optiques classiques de bien meilleures prestations. Les grandes marques ont abandonné ce type d'optique. Les modèles qui subsistent sur le marché sont à mise au point manuelle et naturellement dépourvus de stabilisation. Leur faible ouverture et la très faible profondeur de champ rend la mise au point difficile et, si l'on ajoute le risque de flou de bougé, obtenir de bonnes images avec une telle optique est délicat. L'objectif catadioptrique est ainsi très mal adapté à la chasse photographique car il est peu lumineux et surtout incapable de suivre un sujet en déplacement rapide. Son domaine est celui des sujets statiques ou peu mobiles et la recherche d'effets particuliers. C'est aussi le seul objectif de très longue focale (500 ou 800 mm) qu'il est possible de transporter aisément avec soi. On peut aussi ajouter qu'une telle optique est beaucoup plus discrète qu'un téléobjectif classique ce qui peut parfois avoir son intérêt.

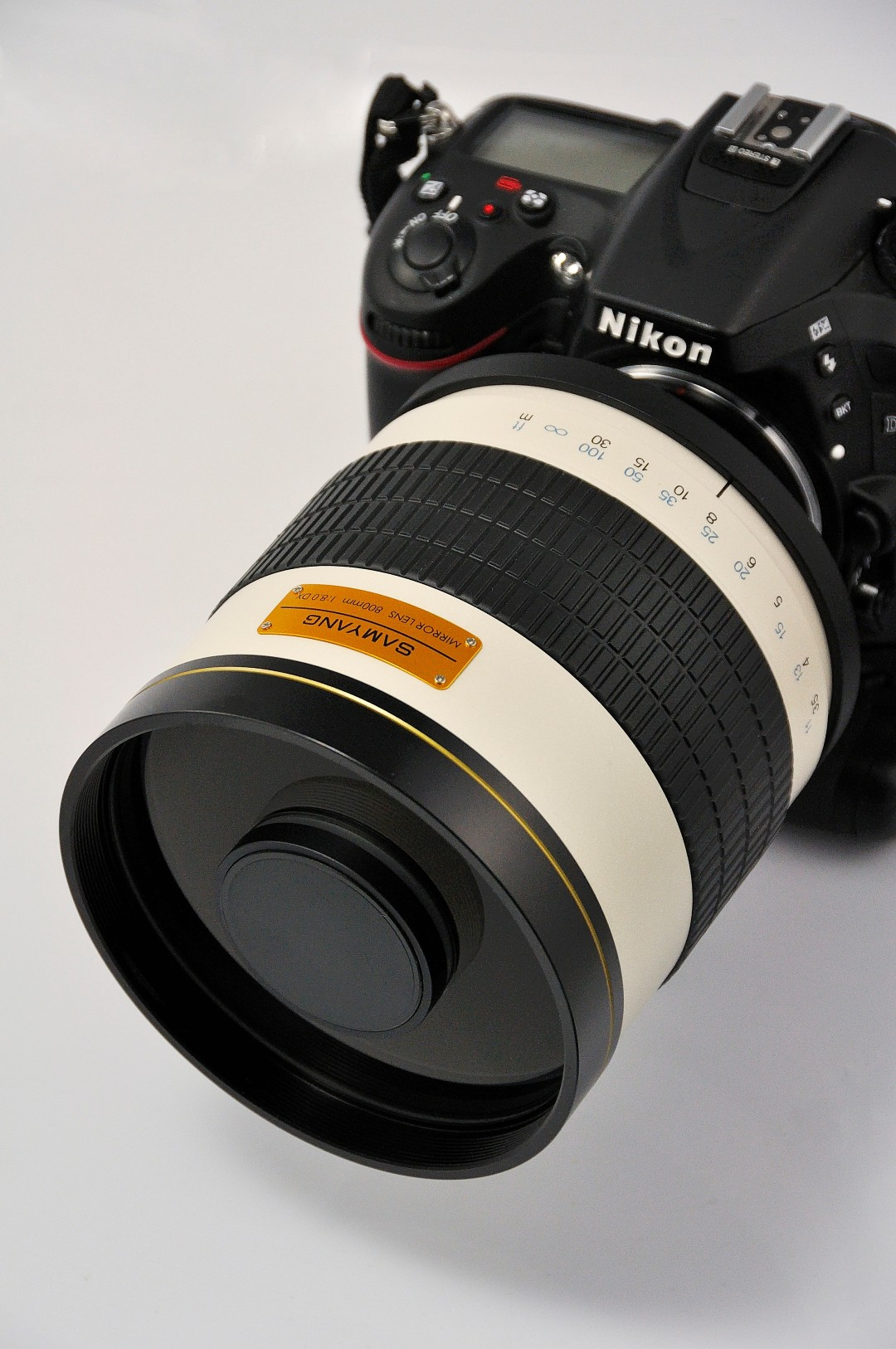
Objectif catadrioptique Samyang 8/800 mm monté sur un boîtier Nikon.
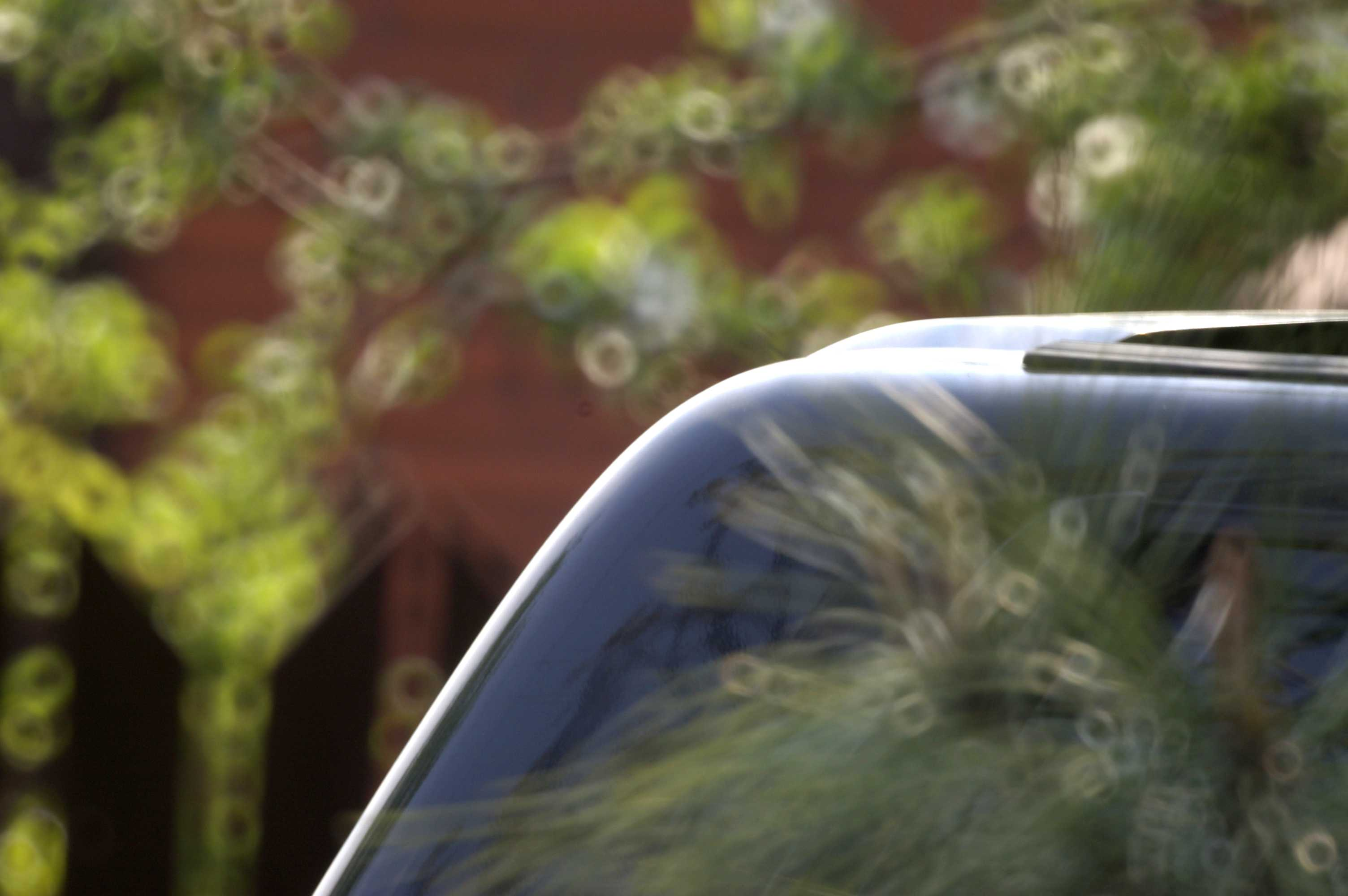
Bokeh annulaire produit par un objectif catadioptrique.
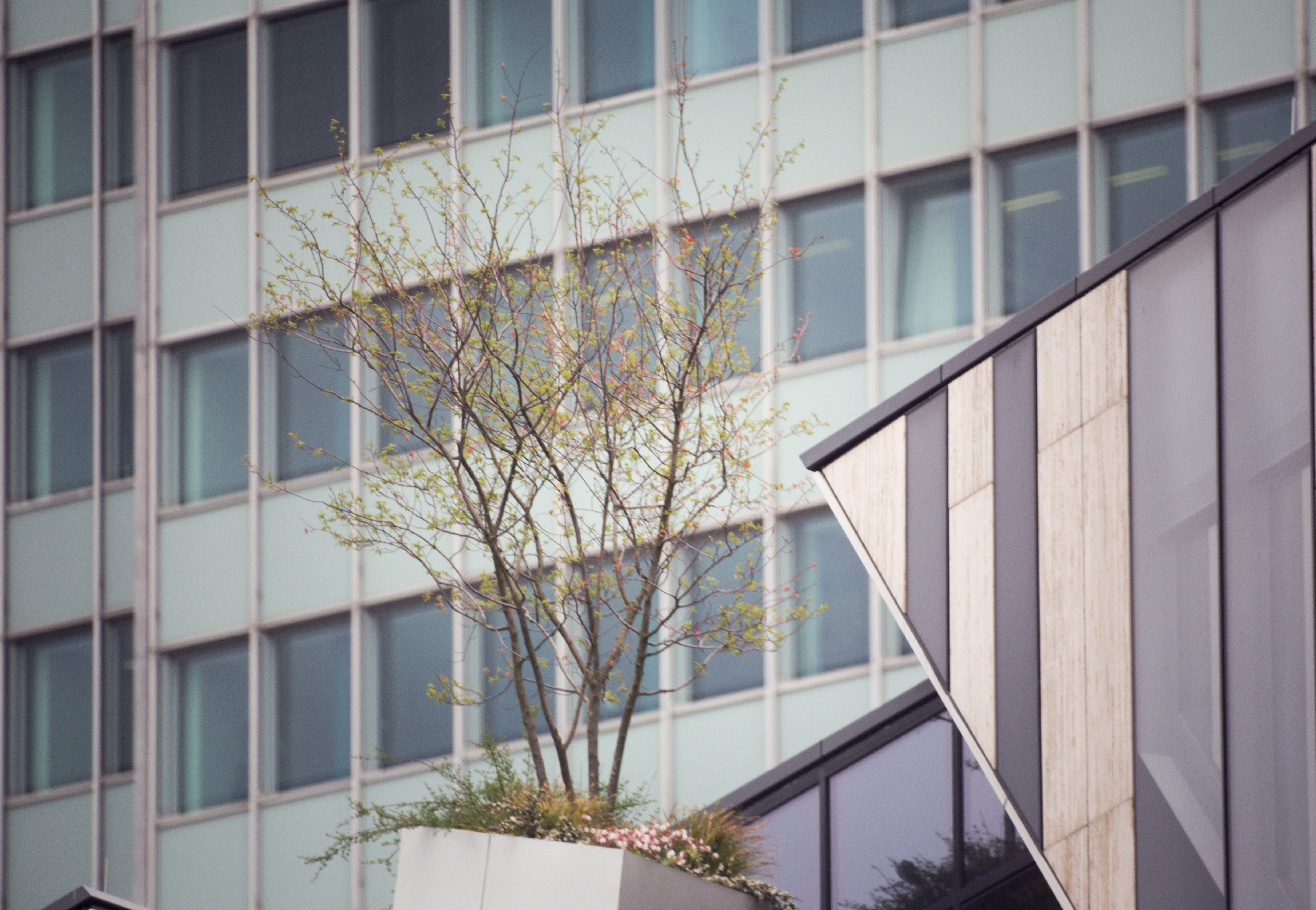
Point chaud central produit par un objectif catadioptrique.